# Dlouhý Újezd
Dlouhý Újezd é uma comuna checa localizada na região de Plzeň, distrito de Tachov.